# Eugenia calumettae
Eugenia calumettae är en myrtenväxtart som beskrevs av Ignatz Urban och Erik Leonard Ekman. Eugenia calumettae ingår i släktet Eugenia och familjen myrtenväxter.
Artens utbredningsområde är Haiti. Inga underarter finns listade i Catalogue of Life.